# 全景棉花小魔女
《全景棉花小魔女》是Success 1994年在Mega Drive平台上發售的3D版清版射擊遊戲。该作是棉花小魔女系列第三款游戏；主角COTTON（全名：娜塔・德・蔻特）是個魔女，騎著掃帚和妖精SILK搭档。